# Ткибульское водохранилище
Ткибульское водохранилище (груз. ტყიბულის წყალსაცავი) — водохранилище в Грузии, в её западной части. Находится в Окрибской котловине, в Ткибульском муниципалитете. Водохранилище создано обнесением плотины, которая наполнена рекой Ткибула. У водохранилища имеются маленькие бухты, а в средней и западной части расположены острова. Длина водохранилища 8,1 км, ширина 3,2 км, максимальная глубина 12,5 м, средняя глубина 6,9 м. Площадь 12,1 км². Объем воды 84 мл. м³. Питается водой реки Ткибула, другими мелкими притоками, а также атмосферными осадками (1750 мм в год). Котловина водохранилища и прилегающая территория состоит из песчаников, глинистых сланцев и известняков возраста юрского и мелового периодов. Берега в основном низкие. Самый высокий уровень воды в августе и сентябре, а низкий — в феврале и марте. Средняя годовая амплитуда воды 575 мм. Богато рыбой.

## Также смотрите
- Список озёр Грузии